# Fred Åkerström
Fred Åkerström (oorspronkelijk Bo Gunnar Åkerström) (Stockholm, 27 januari 1937 – aldaar, 9 augustus 1985) was een Zweeds zanger.
Åkerström - met zijn ietwat roestige baritonstem - was een van de leidende Zweedse kleinstkunstzangers in 'troubadourstijl' van de jaren 60. Hij is vooral bekend geworden door zijn specifieke vertolkingen van de liederen van Carl Michael Bellman. Voorts vertolkte hij op een indrukwekkende wijze de rol van horlogemaker Fredman in Lars Forssells stuk Haren och vråken in het Stockholms Stadsteater.
Åkerström bracht cd's uit met liederen van Ruben Nilson, Birger Sjöberg, Stig Dagerman en Bellmann, maar zijn meest bekende lied is wel Jag ger dig min morgon, een Zweedse bewerking van het lied "I Give You The Morning" van Tom Paxton.
In 1964 maakte Åkerström een opmerkelijke tournee met Ann-Louise Hanson en Cornelis Vreeswijk. Deze samenwerking resulteerde in een elpee.

## Discografie
- Fred Åkerström sjunger Ruben Nilson (1963) (Fred Åkerström zingt Ruben Nilson)
- Fred besjunger Frida (1964), liederen van Birger Sjöberg (Fred bezingt Frida)
- Visor och oförskämdheter (1964), concerttournee met Cornelis Vreeswijk en Ann-Louise Hanson
- Dagsedlar åt kapitalismen (1967), o.a. "Sådan är kapitalismen" en muziek van Stig Dagerman
- Fred sjunger Bellman (1969)
- Mera Ruben Nilson (1971)
- Två tungor (1972), met o.a. "Jag ger dig min morgon"
- Glimmande nymf (1974), med Trio CMB (gitaar, fluit, cello)
- Bananskiva (1976) (Banaan-CD)
- Vila vid denna källa (1977), met Trio CMB (gitaar, fluit, cello)
- Sjöfolk & Landkrabbor (1978)
- Åkerströms blandning (1982)

- Bibsys: 90518361
- Gemeinsame Normdatei: 132274728
- International Standard Name Identifier: 0000 0000 5304 0859
- Nationale Bibliotheek van Letland: 000316266
- MusicBrainz: 05baf3eb-81ca-4e23-9f0c-955a8cbddaec
- LIBRIS: 297084
- Virtual International Authority File: 38074336
- WorldCat: E39PBJrrttxvhMhWqx47Yq8jYP